# テレーズ・カバリュス

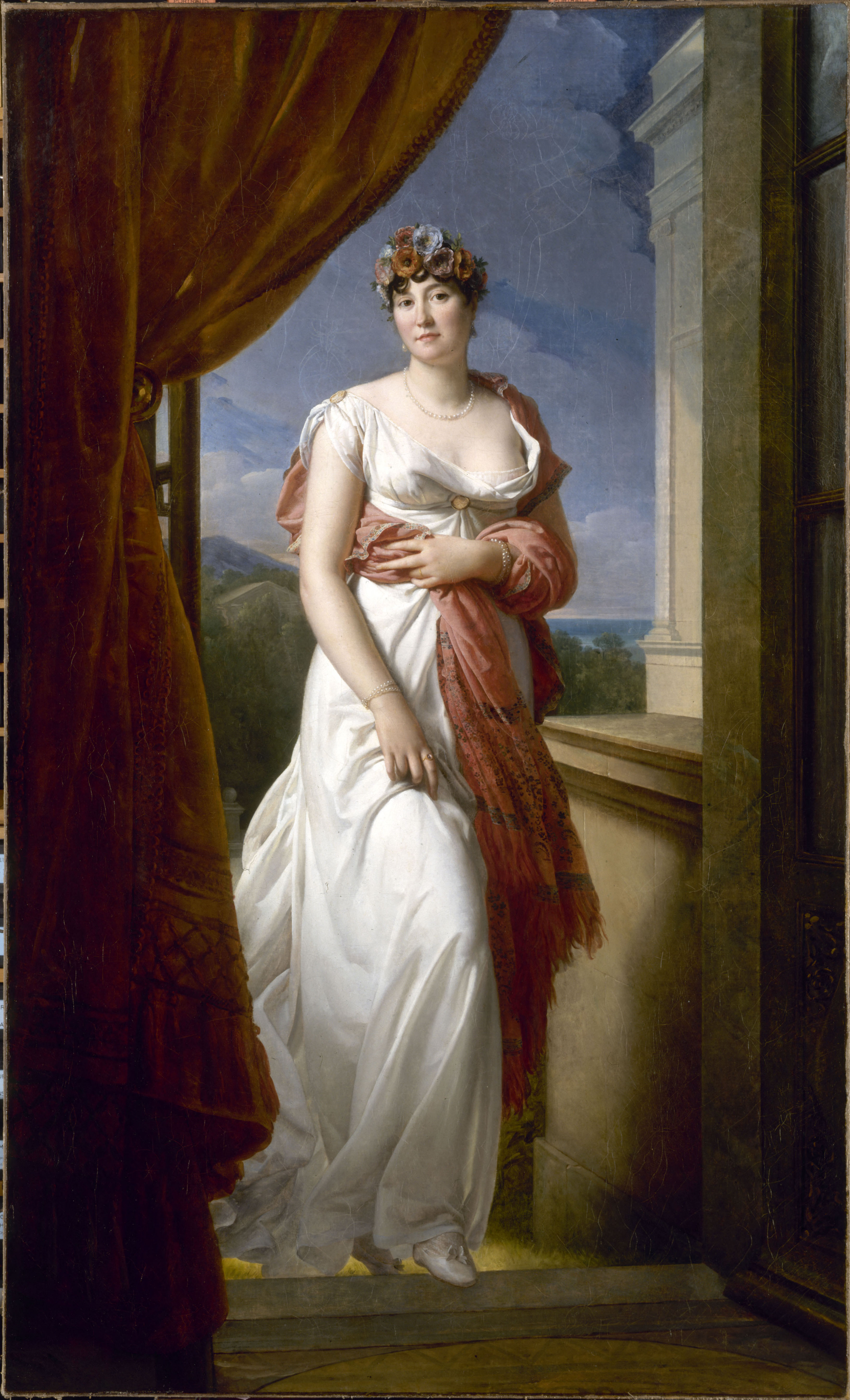
テレーズ・カバリュス(1804)

テレーズ・カバリュス（仏: Thérèse Cabarrus, 1773年7月31日 - 1835年1月15日）は、銀行家の娘で、その美貌を武器にフランスの総裁政府期には社交界の華であった女性である。
本名は旧姓で、ジャンヌ＝マリー＝イニャス＝テレーズ・カバリュス（仏: Jeanne- Marie-Ignace-Thérèse Cabarrus、西: Juana Maria Ignazia Thérésa Cabarrus）であるが、「テレザ・カバリュス（仏: Thérésa Cabarrus）」という彼女本人が好んで用いた通称で有名。また結婚後の姓であるフォントネ侯爵夫人またはタリアン夫人とも呼ばれた。

## 生涯
1773年、マドリード近郊で銀行家・カバリュスとスペイン人の母親との間に生まれる。子供の頃から美人だった。16歳の時に金持ちの貴族ド・フォントネ侯爵と進んで結婚。宮廷生活を楽しむと同時に、その頃進歩的な貴族の間で流行していた「自由主義」に触れ、ラメット兄弟やラファイエットとも交流を深めた。1789年のフランス革命の勃発と同時に夫は亡命したが、テレーズは革命に興味を持ち、夫に従って亡命することを拒否して離別した。1793年、ボルドーに移り、そこからスペイン国境に向かい、父の援助で亡命しようとした。
ボルドーでは厄介者扱いされたため、積極的に革命の祭典で自由の女神に扮するなどして愛国者と名乗った。そのうち、派遣議員としてやってきたタリアンの目に触れた。テレーズにのぼせあがったタリアンは彼女に求められるがままにテレーズの友人である反革命容疑者を処刑リストから外した。
間もなく、このことがパリのロベスピエールに知られ、タリアンは呼び戻される。その後を追ってテレーズもパリに行ったが、そのまま逮捕され、ラ・フォルス監獄に入れられた。ここで後のナポレオンの妻ジョゼフィーヌと知り合い、親友となった。死と隣り合わせで不安な日を送り、タリアンに早く何とか出所させてもらうように矢のような催促をするが、なかなか釈放されず、痺れを切らしたテレーズは1794年7月25日、タリアンに最後の手紙を送った。
この手紙を受け取ったタリアンは、ポール・バラスに誘われていたクーデターの敢行を決意し、7月27日、タリアンは国民公会に向かった。テルミドールのクーデターは成功し、7月28日、テレーズは監獄から釈放される。人々はテレーズを「テルミドールの聖母」と呼び、これが彼女の一生の称号となった。テレーズとタリアンはすぐに結婚して娘をもうける。

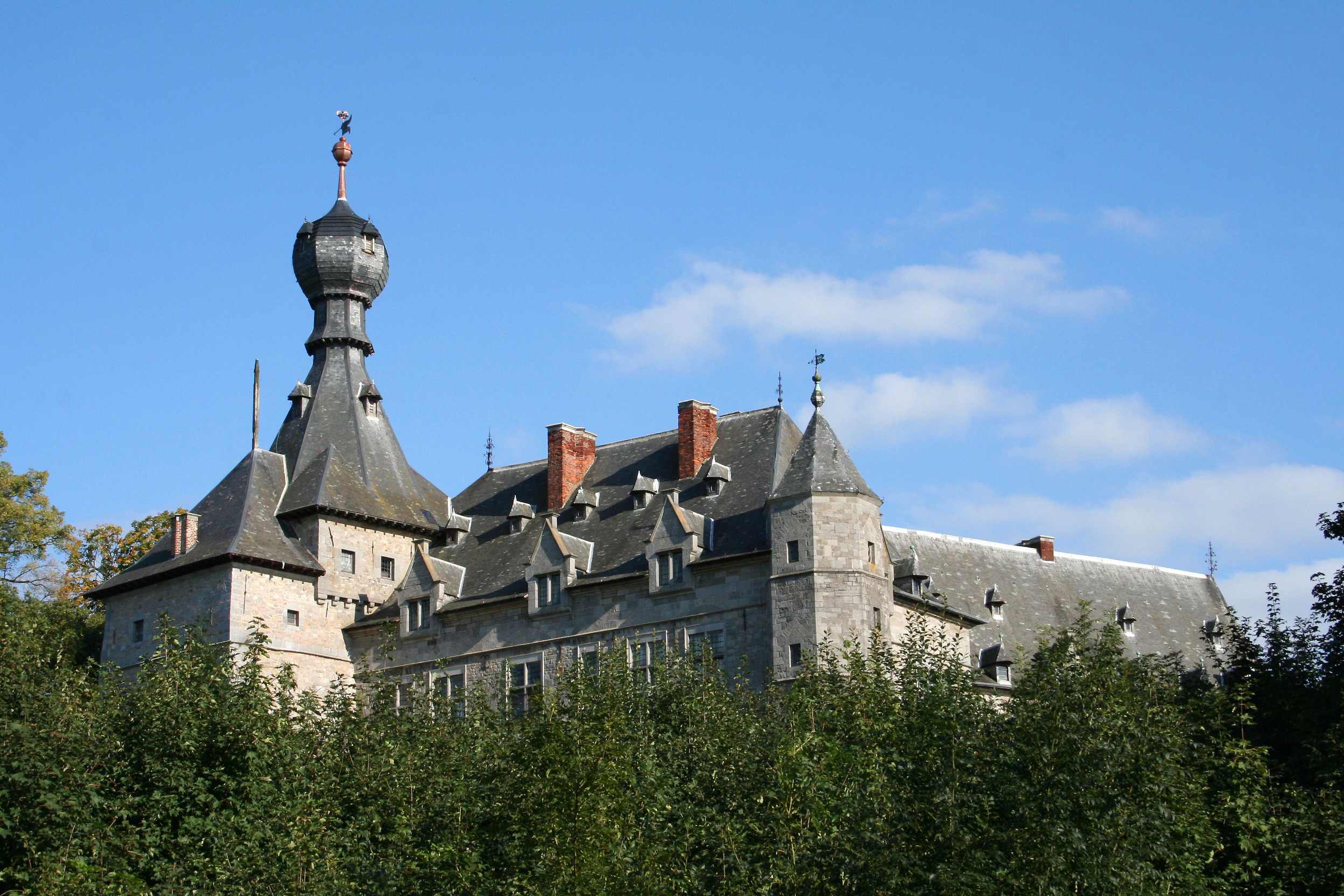
シメイ城

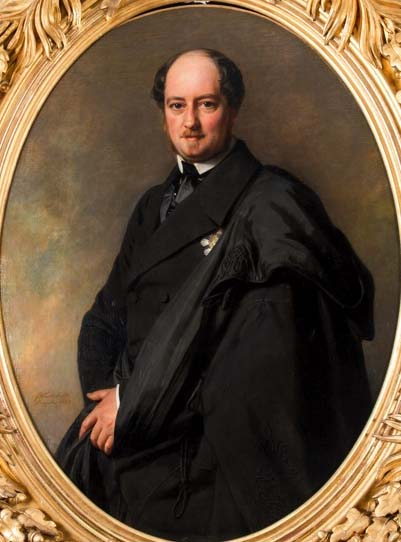
長男のジョセフ・リケ・ド・シメイ

しかし、1年足らずでタリアンの栄光は翳り、テレーズはバラスの愛人となる。1802年にはタリアンを見切って離婚した。だが、バラスは浪費癖のあるテレーズに困り果て、革命成金のウヴラールの元に厄介払いしたが、それも長続きしなかった。ナポレオンが最高権力を手にすると、ジョゼフィーヌの浮気癖はテレーズが原因と思い込んでいたために、彼女の社交界への出入りを差止めた。そのため1805年、カラマン伯爵（François Joseph de Riquet de Caraman-Chimay、のちのシメイ公、祖父はピエール＝ポール・リケ）と再婚して、4人の子をもうけ、残りの30年を夫の領地シメイ（ベルギー）で、それまでと打って変わって静かに平穏に暮らした。晩年は「私の若い頃は小説みたいだった」と言っていたという。

## ファッションリーダー
タリアン夫人としてまたバラスの愛人としてテレーズはファーストレディとなり、ファッションリーダーだった。彼女のサロンには権力者が集った。当時のファッションは、革命前のロココ風のウェストを緊縛する宮廷ファッションが消え去り、自然主義の影響を受けた開放的な衣装、古典主義つまりギリシャ・ローマ風に流れるような布の線を十分に活かして胸高に帯を結ぶ衣装が流行していた。その布もシースルーの薄布で、乳首を透けて見せるのがポイントだった。それにつば広の帽子をかぶり長いショールを肩にかけた。このスタイルの女性を「メルヴェイユーズ」（伊達女）と呼び、タリアン夫人はその普及者だった。
また、”La coiffure à la Titus”と呼ばれる、18世紀末から19世紀初頭の短い間に流行した、古代ローマの皇帝ティトゥスの髪型を真似た短髪を社交界の女性たちに広めたとして知られている。

## 関連作品
- 『悪女の生まれるとき』（文庫改題：天使と呼ばれた悪女） - 中央公論新社
- 『皇帝ナポレオン』上下 - 角川書店（2003年9月）
- 『愛と欲望の果てに/ドレスの下のフランス革命』LES JUPONS DE LA REVOLUTION　（長編TVムービー） 1989年 フランス　監督：マローン・バクティ　出演：リシャール・ボーランジェ、スティーヴ・フリース、オリヴィア・ブルー、エマニュエル・ベアール
- 『令嬢テレジアと華麗なる愛人たち』 藤本ひとみ
- 『欲望の聖女 令嬢テレジア』 森園みるく画、藤本ひとみ原作、フラワーコミックススペシャル